# Dracophyllum densum
Dracophyllum densum är en ljungväxtart som beskrevs av Walter Reginald Brook Oliver. Dracophyllum densum ingår i släktet Dracophyllum och familjen ljungväxter. Inga underarter finns listade i Catalogue of Life.